# 景耀月故居
景耀月故居位于中国山西省芮城县陌南镇寺前村。

## 保护
2004年11月15日，景耀月故居公布为第一批运城市文物保护单位。
2021年8月4日，景耀月故居公布为第六批山西省文物保护单位，近现代重要史迹及代表性建筑类，年代为1923年，编号6-364。	